# Gel vuốt tóc

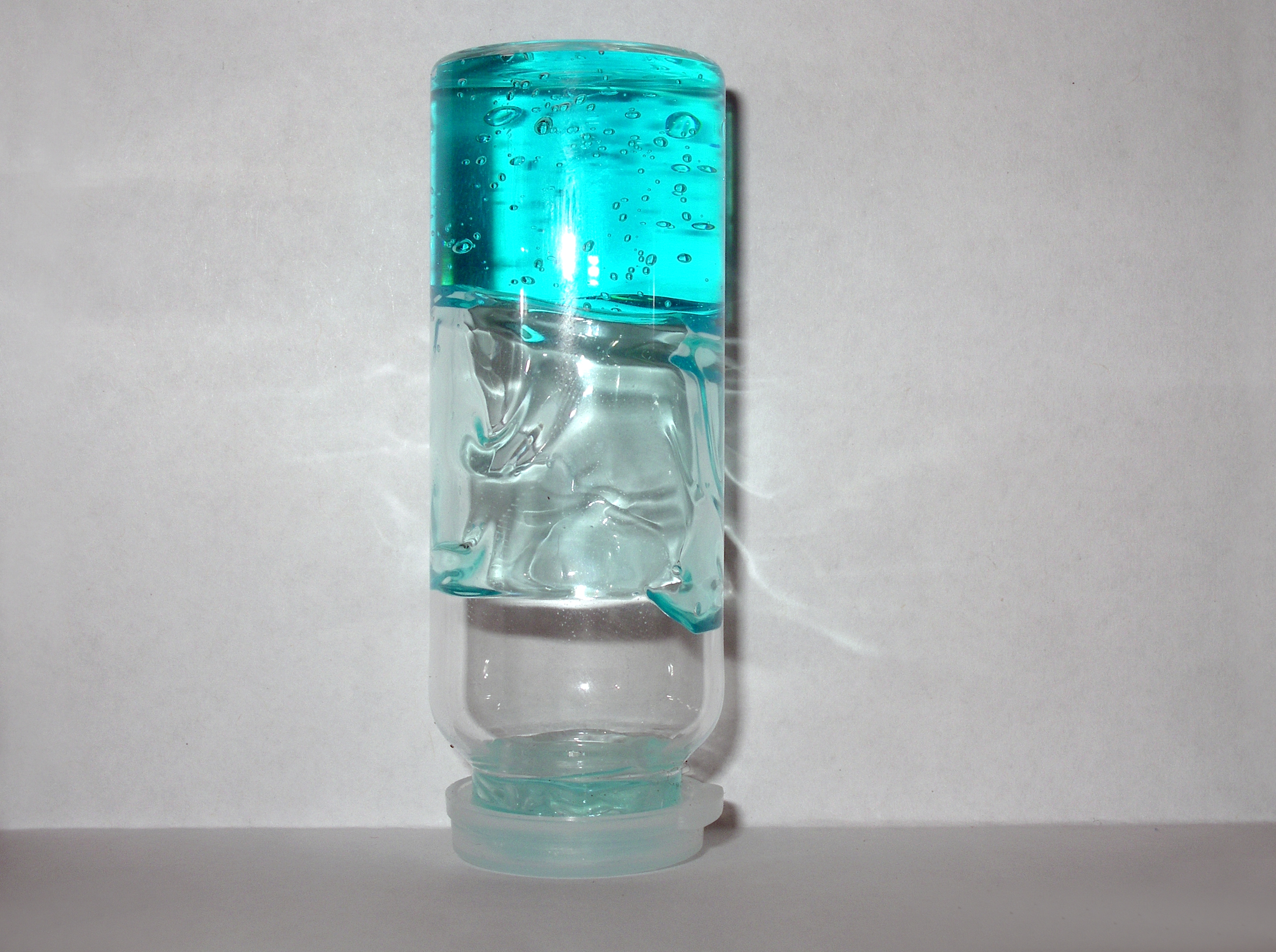
Gel vuốt tóc

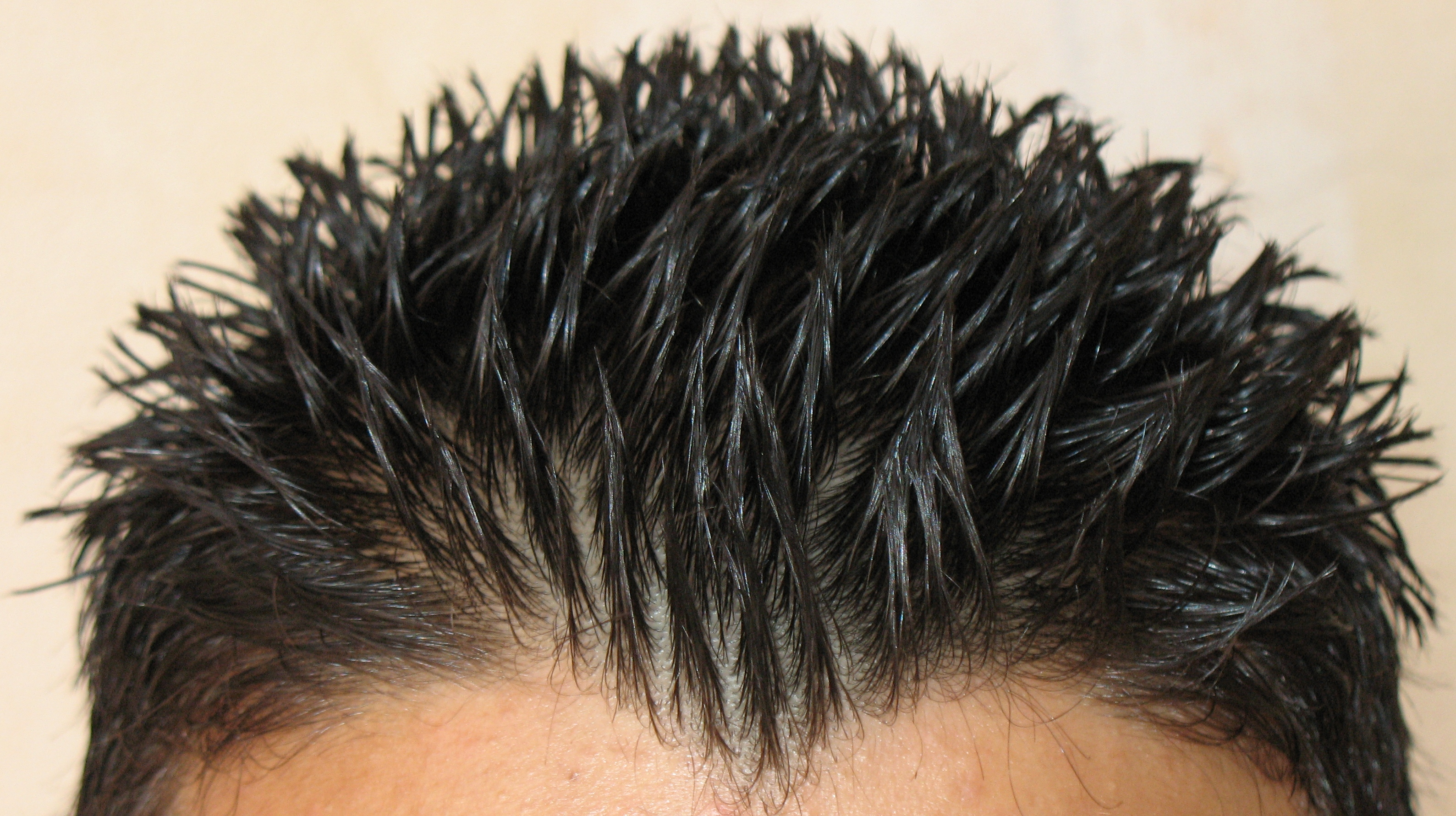
Kiểu tóc sau khi vuốt gel

Gel vuốt tóc là một sản phẩm tạo kiểu tóc được sử dụng để hóa cứng tóc thành một kiểu tóc riêng biệt.

## Lịch sử
Phân tích xác ướp Ai Cập cổ đại cho biết họ đã tạo kiểu tóc bằng gel có chất béo. Các nhà nghiên cứu đằng sau phân tích này cho rằng người Ai Cập đã sử dụng sản phẩm này để đảm bảo rằng phong cách của họ vẫn giữ được vị trí lúc sống và chết. Natalie McCreesh, một nhà khoa học khảo cổ từ Trung tâm nghiên cứu Ai Cập cổ đại Y sinh KNH tại Đại học Manchester, Anh và đồng nghiệp của bà đã nghiên cứu các mẫu tóc lấy từ 18 xác ướp. Người cao tuổi nhất là khoảng 3.500 năm tuổi, nhưng phần lớn được khai quật từ nghĩa trang ở Ốc đảo Dakhleh ở sa mạc phía Tây và niên đại từ thời kỳ Hy Lạp-La Mã, khoảng 2.300 năm trước.
Thi hài đầm lầy người đàn ông Clonycavan ở Ailen đã có carbon phóng xạ niên đại từ năm 392 TCN đến 201 TCN, đã sử dụng một loại gel làm từ nhựa cây thông từ Tây Ban Nha hoặc tây nam nước Pháp.
Năm 1929, công ty Chemico Works của Anh đã phát minh ra Brylcreem, trở thành đứng đầu thị trường trong số các sản phẩm tạo kiểu tóc ở cả Anh và Mỹ trong những thập kỷ tiếp theo.
Trong những năm 1960, gel vuốt tóc hiện đại được phát minh ở Hoa Kỳ, bởi cái mà sau này được đổi tên thành Tổng công ty Dep. Gel tạo kiểu tóc hiện đại được nhà phát minh Luis Montoya ra mắt dưới tên nhãn hiệu Dep. Công thức này gồm chất dẻo đơn nhất, không béo nhờ: diethyl phthalate, thường được viết tắt là DEP.

## Phân loại

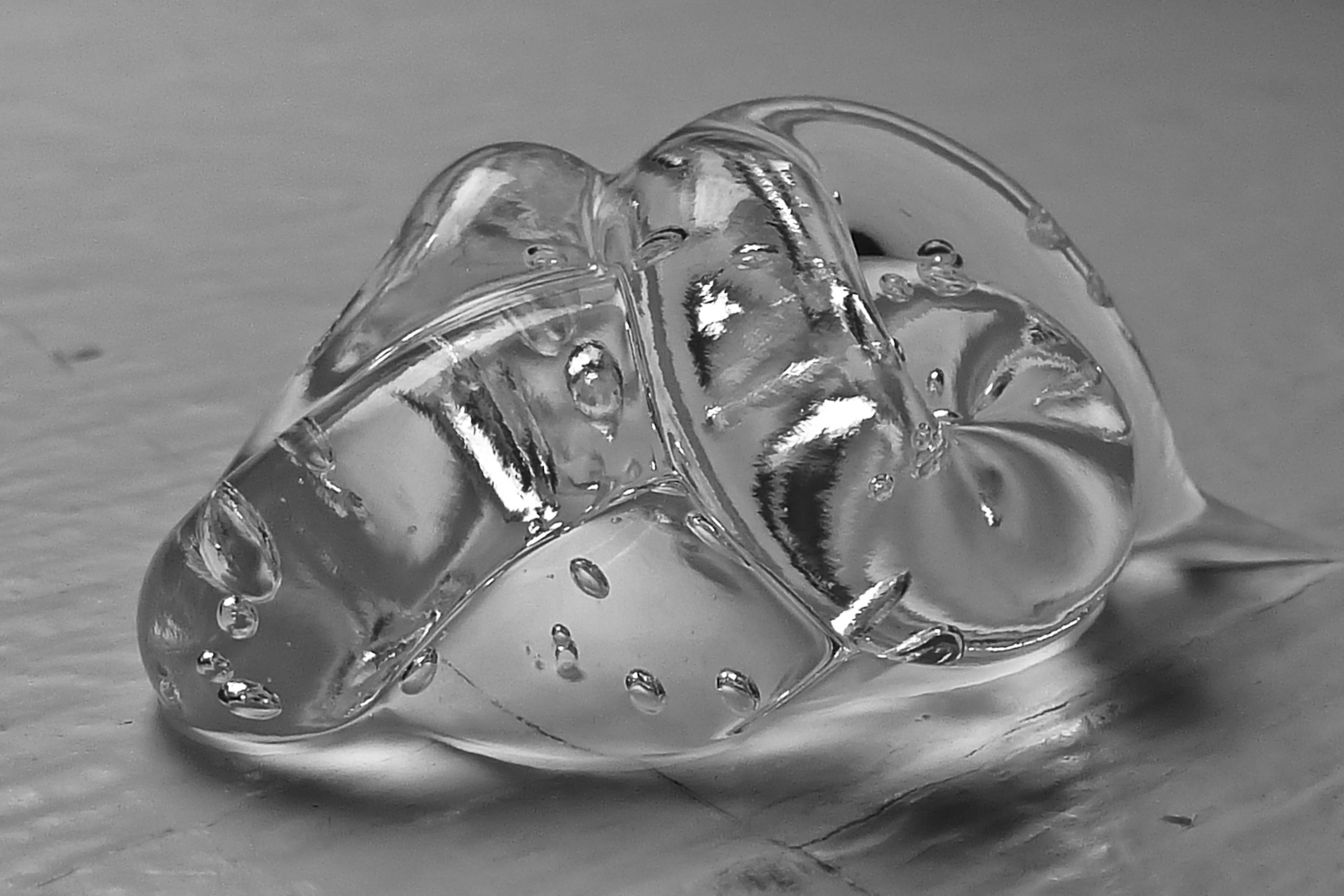
Nhúm gel vuốt tóc

Nhiều nhãn hiệu gel vuốt tóc ở Bắc Mỹ và Anh phân loại phiên bản được đánh số. Loại gel có chỉ số cao hơn sẽ duy trì "dáng tóc" nhiều trên tóc, trong khi chỉ số thấp hơn không làm cho tóc cứng và một số sản phẩm tạo cho mái tóc ướt. Một loại thường được gọi là gel "sắc tộc" được thiết kế và sản xuất đặc biệt cho điêu khắc kết cấu tóc phổ biến cho người Mỹ gốc Phi.
Một số dạng gel tóc được bán cho người tiêu dùng, những người muốn vuốt nhọn tóc họ theo phong cách xuất hiện từ tiểu văn hoá hardcore punk vào những năm 1980. Một số gel tóc bao gồm màu tóc tạm thời, bao gồm các biến thể màu sắc không tự nhiên liên quan đến các tiểu văn hoá khác nhau, như thời trang Gothic và văn hóa quẩy.

### Polyme Cation
Polyme cation là một trong những thành phần chức năng chính của gel tóc. Đặc tính tích cực trong polyme khiến chúng căng duỗi, làm cho gel nhớt hơn. Gel tóc chống lại các cấu tạo protein tự nhiên và cho phép tạo kiểu tóc và tạo bề mặt tóc, bởi vì polyme giãn ra chiếm nhiều không gian hơn polyme cuộn và do đó chống lại luồng phân tử dung môi xung quanh nó. Các điện tích dương cũng liên kết gel với các amino acid tích điện âm trên bề mặt các phân tử keratin trong tóc.

### Polymer khác
Công thức polyme phức tạp hơn tồn tại; nghĩa là chất đồng trùng hợp của vinylpyrrolidone, methacrylamide và N-vinylimidazole.

## Liên kết thêm
- Summer Storm. "Dippity-do Setting Gel by Gillette". GoGoMag. Big Red Toybox: The Vintage Toy Encyclopedia.